# ریاست‌جمهوری محمدعلی رجایی

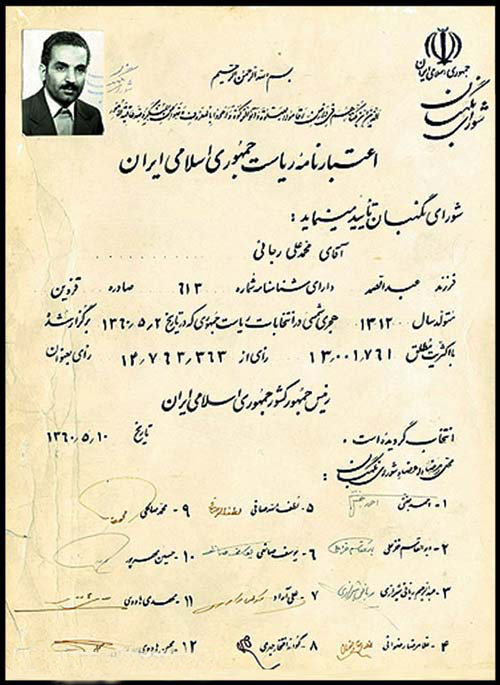
اعتبارنامه ریاست‌جمهوری محمدعلی رجایی صادرشده توسط شورای نگهبان

ریاست‌جمهوری محمدعلی رجایی با تنفیذ حکم او در ۱۱ مرداد ۱۳۶۰ آغاز شد و با کشته شدن او در انفجار تروریستی دفتر نخست‌وزیری در ۸ شهریور ۱۳۶۰ به پایان رسید. مدت ۲۷ روزه ریاست‌جمهوری رجایی، کوتاه‌ترین دوره ریاست‌جمهوری در تاریخ ایران است.
این دولت به ریاست‌جمهوری محمدعلی رجایی و نخست‌وزیری محمدجواد باهنر تنها در یک دورهٔ کوتاه‌مدت ۲۸ روزه دوام داشت. بعد از برکناری ابوالحسن بنی‌صدر و برگزاری انتخابات ریاست‌جمهوری ایران (مرداد ۱۳۶۰) در ۲ مرداد ۱۳۶۰ و پیروزی محمد علی رجایی در انتخابات، رجایی از روز ۱۲ مرداد وارد نهاد ریاست‌جمهوری شد و باهنر را به عنوان نخست‌وزیر خود به مجلس شورای اسلامی معرفی کرد اما در روز ۸ شهریور ۱۳۶۰، در پی انفجار در دفتر نخست‌وزیری جمهوری اسلامی ایران که توسط عوامل سازمان مجاهدین خلق انجام‌شده بود، رئیس‌جمهور و نخست‌وزیر و برخی دیگر از مقامات دولتی و نظامی وقت ایران کشته شدند و دولت از رسمیت افتاد. چند روز بعد دولت موقت محمدرضا مهدوی کنی قوه مجریه را به عهده گرفت و تا ۷ آبان ۱۳۶۰ که دولت سوم جمهوری اسلامی ایران زمام امور را در دست گرفت، به فعالیت خود ادامه داد.دولت او کوتاه‌ترین دولت جمهوری اسلامی است.

## انتخابات
من معتقدم که این‌گونه تبلیغاتی که برای کاندیداها می‌شود، تبلیغات ناشی از نظام سرمایه‌داری است.

محمدعلی رجایی

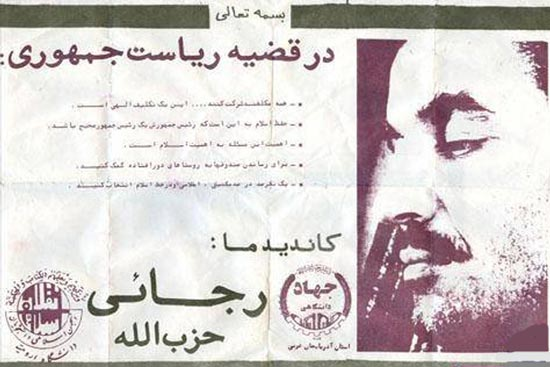
پوستر چاپ جهاد دانشگاهی استان آذربایجان غربی و انجمن اسلامی دانشجویان دانشگاه ارومیه. «کاندید ما: رجائی حزب‌الله»

رجایی در دومین انتخابات ریاست‌جمهوری ایران با عباس شیبانی، سید علی‌اکبر پرورش و حبیب‌الله عسگراولادی رقابت می‌کرد. این انتخابات در شرایطی برگزار می‌شد که جنگ ایران و عراق در جریان بود و رئیس‌جمهور معزول قبلی(ابوالحسن بنی‌صدر) هنوز در کشور بود.
او با تبلیغات مرسوم برای ریاست‌جمهوری موافق نبود و آرزو داشت که تبلیغات انتخاباتی مردمی باشد. سرانجام رجایی موفق شد با فاصله بسیار زیادی از دیگر نامزدها و با بیش از ۱۳ میلیون رأی از ۱۴٫۷ میلیون رأی به پیروزی برسد.

### حامیان
- حزب جمهوری اسلامی[۴]
- جامعه مدرسین حوزه علمیه قم[۴]
- جامعه روحانیت مبارز[۴]
- سازمان مجاهدین انقلاب اسلامی[۴]
- جامعهٔ اسلامی دانشگاهیان[۴]
- خانه کارگر[۴]
- سازمان فجر اسلام[۴]
- دفتر تحکیم وحدت[۴]
- اتحادیه انجمن‌های اسلامی دانش‌آموزان[۴]
- نهضت زنان مسلمان[۴]

## تنفیذ

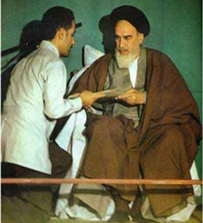
رجایی در مراسم تنفیذ خود حکم ریاست‌جمهوری را از سید روح‌الله خمینی دریافت می‌کند.

رجایی در ۱۱ مرداد ۱۳۶۰ که با عید فطر مصادف بود، در حسینیه جماران حکم خود را از رهبر انقلاب سید روح‌الله خمینی دریافت کرد و به این ترتیب با تنفیذ حکم ریاست‌جمهوری رسماً به‌عنوان رئیس‌جمهور ایران منصوب شد.
در حکم وی به «حفظ مسئولیتی که ملت بر عهدهٔ او گذاشته»، «وفاداری به پیمانش با خدا»، «توجه به فرمان خدا مبنی بر رحمت میان مؤمنان و شدت در مقابل کفار»، «نهراسیدن از ملامت بدخواهان در عمق به حق»، «طرف حق را گرفتن در نظارت بر قوای ثلاثه» و «خدمت به خلق خصوصاً توده‌های مستضعف» اشاره و تأکید شده است.
پس از تنفیذ حکم، رجایی به سخنرانی پرداخت و به دیدگاه‌های خود اشاره کرد. او تأکید کرد که «در پاسخ به رأی قاطع و اعتماد بالای مردم که در واقع رأی به اسلام است، در جهت جامه عمل پوشاندن به خواست‌های اسلامی و انقلابی مردم و ایجاد یک جامعه اسلامی، تمام تلاش خود را به‌کار خواهد گرفت». رجایی همچنین قول داد که نخست‌وزیر را از بین «مطمئن‌ترین و باسابقه‌ترین عناصر انقلابی» برگزیند.

## تحلیف

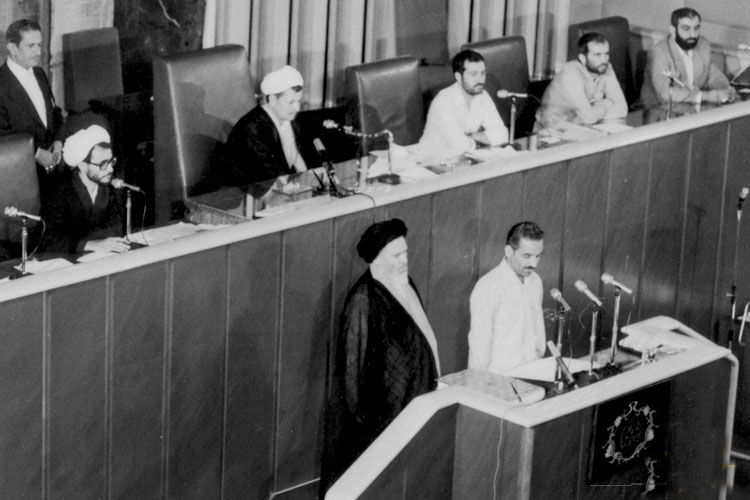
تحلیف محمدعلی رجایی در مجلس شورای اسلامی

مراسم تحلیف رجایی یک روز پس از تنفیذ او یعنی در تاریخ ۱۲ مرداد ۱۳۶۰ و در جلسه علنی مجلس شورای اسلامی انجام شد.
همزمان با مراسم تحلیف او، تحلیف تعدادی از نمایندگان جدید مجلس نیز انجام شد. از آنجا که با توجه به شرایط کشور فرصت زیادی برای تشریفات نبوده است، پس از یک تنفس ۱۵ دقیقه‌ای و تبریک عید فطر توسط اکبر هاشمی رفسنجانی، رئیس مجلس شورای اسلامی، مراسم در ساعت ۱۱:۲۵ آغاز می‌شود و محمدعلی رجایی سوگندنامه را می‌خواند.
پس از پایان سوگند، عبدالکریم موسوی اردبیلی به سخنرانی می‌پردازد و می‌گوید: «ما فکر می‌کردیم اگر روزی برسیم به جایی که اختلاف فکری و خطی در بین ما نباشد، مشکلات زیادی نخواهیم داشت الحمدالله امروز به آنجا رسیده‌ایم.» پس از پایان صحبت‌های موسوی اردبیلی مجلس به روال عادی خود بازمی‌گردد.

## اقدامات

### تشکیل دولت
نخستین کار رجایی پس از آغاز ریاست‌جمهوری، معرفی محمدجواد باهنر به‌عنوان نخست‌وزیر به مجلس شورای اسلامی بود که در ۱۲ مرداد انجام شد. باهنر ۲ روز بعد یعنی ۱۴ مرداد از مجلس رأی اعتماد گرفت. با معرفی وزیران و رأی اعتماد مجلس به آن‌ها در ۲۶ مرداد، دولت دوم تشکیل شد.